# Ofício das Celebrações Litúrgicas do Sumo Pontífice
O Ofício de Celebrações Litúrgicas do Sumo Pontífice (Officium de Liturgicis Celebrationibus Summi Pontificis) é um organismo da Cúria Romana responsável pela organização litúrgica das missas e de outros ritos litúrgicos presididos pelo Papa. É liderado por um mestre de cerimônias e tem em seu ofício, os cerimoniários pontifícios, os oficiais, os responsáveis da sacristia pontifícia e os demais consultores.
É liderado por um "mestre" nomeado para um mandato de cinco anos.

## Atuais cerimoniários pontifícios
- Mons. Pier Enrico Stefanetti, (Diocese de Velletri-Segni)
- Mons. Marco Agostini, (Diocese de Verona)
- Mons. Massimiliano Matteo Boiardi, F.S.C.B.
- Mons. Vincenzo Peroni, (Diocese de Brescia), Itália
- Mons. Ján Dubina, (Diocese de Banská Bystrica), Eslováquia
- Mons. Cristiano Antonietti (Diocese de Foligno), Itália

## Mestre das Celebrações Litúrgicas do Sumo Pontífice
|         | Nome                   | Período    | Notas                                                                                  |
| Mestres | Mestres                | Mestres    | Mestres                                                                                |
| ------- | ---------------------- | ---------- | -------------------------------------------------------------------------------------- |
| 9º      | Diego Giovanni Ravelli | 2021-atual |                                                                                        |
| 8º      | Guido Marini           | 2007-2021  | Nomeado bispo de Tortona                                                               |
| 7º      | Piero Marini           | 1987-2007  | Nomeado Presidente do Pontifício Comitê para os Congressos Eucarísticos Internacionais |
| 6º      | John Magee             | 1982-1987  |                                                                                        |
| 5º      | Virgilio Noé           | 1970-1982  | Nomeado Secretário da Congregação para o Culto Divino e Disciplina dos Sacramentos     |
| 4º      | Annibale Bugnini       | 1967-1970  |                                                                                        |
| 3º      | Enrico Dante           | 1947-1967  |                                                                                        |
| 2º      | Carlo Respighi         | 1918-1947  |                                                                                        |
| 1º      | Francesco Riggi        | 1902-1918  |                                                                                        |